# Fabien Lecœuvre
Fabien Lecœuvre, né le 2 décembre 1958 (ou 1961 selon ses propres affirmations) à Vitry-en-Artois (Pas-de-Calais), est un attaché de presse, chroniqueur de radio et télévision et écrivain français.

## Biographie

### Carrière
À dix-sept ans, Fabien Lecœuvre débute comme attaché de presse. En 1992, Claude François Jr. et Marc François lui confient la communication de Claude François.
Fabien Lecœuvre achète l'intégralité de catalogues photographiques de vedettes[Quand ?] — disparues pour certaines — telles Mike Brant, Joe Dassin et Claude François ; il touche des droits sur les photos de ce dernier.
Au début des années 2000, il est chargé des relations avec la presse avec les héritiers de Joe Dassin. En 2003, il est chargé de la production de la comédie musicale Belles belles belles au sein de Flèche Productions.
Dans les années 2000 et 2010, il intervient dans diverses émissions télévisuelles grand public. Fabien Lecœuvre rapporte des anecdotes dans l'émission estivale Plein Soleil présentée par Frédérique Bedos sur France 2 en 2001. De 2006 à 2019, il accompagne Patrick Sébastien comme invité, chroniqueur ou comme co-présentateur dans Les Années bonheur sur France 2.
De 2010 à 2014, il est chroniqueur pour Village Départ sur France 3 : aux côtés de Laurent Luyat durant le Tour de France, il présente une rubrique people, et une rubrique où il présente le site traversé lors de l'étape. Sur C8, il est chroniqueur de Il en pense quoi Camille ? en 2016 et 2017, ainsi que de Touche pas à mon poste ! et la Grande Darka en 2019 et 2020. Il anime en 2018 et 2019 C'était les tubes de… sur CNews et est co-animateur en 2019 de Monsieur Aznavour ! sur C8.
En 2010, il est attaché de presse de Mike, laisse nous t'aimer, adapté de la pièce de Gadi Inbar, mis en scène de Thomas Le Douarec, une adaptation de Laurence Sendrowicz au théâtre Comédia,.
À la radio, France Bleu l'emploie dans l'émission musicale On repeint la musique. Sur Radio Dreyeckland, il tient la rubrique Les Histoires de vos plus belles chansons.
Il est « conseiller littéraire et biographique » sur le film Cloclo sorti en 2012.
Entre avril 2004 et décembre 2005, Fabien Lecœuvre est l'attaché de presse de Michel Polnareff. Puis il devient son conseiller en communication entre juin 2004 et janvier 2019. Le 10 mars 2007, l'attaché de presse dépose plainte contre le chanteur pour menace de mort.
Du 31 août 2019 au 6 avril 2021, il est aux côtés de Wendy Bouchard de 18 h à 20 h dans Europe 1 soir week-end les samedis et dimanches sur Europe 1.
En 2024, il présente sur CNews Les tubes de l’été des années 2000. Il rejoint Europe 1 en 2024 et l’émission de Cyril Hanouna, On marche sur la tête pour une chronique people. En septembre 2024, il rejoint Face à Hanouna sur C8. Entre septembre 2024 et février 2025, il est de retour dans Touche pas à mon poste ! avec une chronique intitulée Les infos People[réf. nécessaire].

### Vie privée
Pendant plus de quinze ans, il est en couple avec l'actrice et scénariste Anne Richard. En 2022, il déclare que leur couple est séparé. Il a une fille prénommée Sarah, issue d'une précédente union.

## Controverses
Alors qu'il est conseiller en communication de Michel Polnareff, ce dernier est admis en urgence le 3 décembre 2016 à l'hôpital américain de Paris et annule l'ultime concert de la tournée prévu le soir même à Nantes. L'assurance contractée pour la tournée est sujet de discorde entre l'attaché de presse et Gilbert Coullier, le producteur des concerts de Polnareff depuis 2007. En 2017, ce dernier poursuit pour diffamation Coullier. Fabien Lecœuvre ajoute d'ailleurs « diffamation manipulatrice » dans cette affaire. Le 23 mars 2018, le tribunal de Marseille prononce la relaxe de Gilbert Coullier.
Le 9 avril 2021, Fabien Lecœuvre est licencié de son poste de chroniqueur sur Europe 1, pour ses propos désobligeants envers plusieurs chanteurs et chanteuses, dont Hoshi. En réaction, Grand Corps Malade écrit la chanson Des Gens beaux, présente en septembre 2021 sur la réédition deluxe de son album Mesdames,, à la suite de quoi l'attaché de presse adresse une mise en demeure à Grand Corps Malade, puis porte plainte contre lui à cause de l'utilisation de sa voix dans le titre. Fin août 2023, le tribunal statue en faveur de Grand Corps Malade. Fabien Lecœuvre décide de faire appel[source secondaire souhaitée].

## Publications
- 1991 : Les Années roman-photos, éditions Henri Veyrier
- 1992 : 
  - Les Années rock’n’roll, éditions Henri Veyrier
  - Elvis Presley Story, éditions Images
- 1993 : 
  - Sheila, éditions Jean-Pierre Taillandier
  - Karen Cheryl, éditions Images
- 1995 : Claude François, la légende toujours vivante, éditions Vade Retro
- 1996 : Claude François, éditions Vade Retro
- 2000 : 
  - Joe Dassin, éditions Michel Lafon
  - Mike Brant, éditions Michel Lafon
- 2001 : Génération 70. 70 idoles des années 70, éditions Michel Lafon
- 2002 : 
  - Génération 80. 80 stars des années 80, éditions Michel Lafon
  - Claude François, éditions Michel Lafon
  - Le Guide Star Academy, éditions Michel Lafon
- 2003 : 
  - Johnny Hallyday, éditions Vade Retro
  - Claude François, éditions Vade Retro
  - Jacques Brel, éditions Vade Retro
  - Les Potins d'abord, éditions Jean Attias
- 2004 : 
  - Eddy Mitchell, éditions Vade Retro
  - Claude François, première discographie intégrale, éditions Jean Attias
  - Michel Polnareff, éditions Vade Retro
- 2005 : 
  - Lorie, destin de légende, éditions Ramsay/Vade Retro
  - Mylène Farmer, destin de légende, éditions Ramsay/Vade Retro
  - Marc Lavoine, éditions Vade Retro
  - Claude François, le moulin de Dannemois, éditions de la Lagune
  - Mike Brant, l’idole foudroyée, éditions de la Lagune
  - Renaud, éditions Vade Retro
  - Les "Peopleries", éditions de la Lagune
  - Les Années Podium, histoire d’une génération, éditions de la Lagune
  - Il était une fois Johnny Hallyday, éditions de la Lagune
  - Il était une fois Patrick Bruel, éditions de la Lagune
- 2006 : 
  - Il était une fois Daniel Balavoine, éditions de la Lagune
  - Il était une fois Marc Lavoine, éditions de la Lagune
  - Édith Piaf, éditions Vade Retro
- 2007 : 
  - Michel Polnareff, la véritable histoire d’une légende, City éditions
  - Dalida, le temps d’aimer, City éditions
  - Claude François, je soussigné…, éditions Albin Michel
  - Âge tendre et têtes de bois, TF1 Publishing
  - Le Grand Guide conseil aux futures stars, Pascal Petiot éditions
- 2008 : Pascal Sevran, adieu l’ami, City éditions
- 2009 : 
  - Petites Histoires des grandes chansons vol. 1, éditions du Rocher
  - Mike Brant, dans la lumière, éditions Marque Pages
- 2010 : 
  - Petites histoires des grandes chansons vol. 2, éditions du Rocher
  - François Mitterrand, avec Florence Drory, le livre objets, éditions Marque Pages Prix Edgar-Faure 2011
  - Petites histoires des grandes chansons vol. 3, éditions du Rocher
- 2011 : 
  - Daniel Balavoine parmi nous, éditions du Rocher
  - Paroles et Musique, les manuscrits de la chanson française, éditions Democratic books Livre-catalogue de l'exposition muséographique au Scriptorial d'Avranches. Cocommissariat avec Pierre-Yves Paris
  - Les années Podium, éditions Democratic books
- 2012 : 
  - Claude François, autobiographie, éditions Albin Michel
  - Claude François, côté coulisses, éditions Premium
  - Claude François, secrets de chansons, éditions Ipanema
  - Le Petit Lecœuvre illustré, éditions du Rocher
- 2013 
  - Jour de chance, éditions Ramsay
  - Michel Polnareff, Secrets de chansons, éditions Ipanema
  - Le Petit Lecœuvre Illustré, dictionnaire de chanson de A à Z, éditions Du Rocher (réédition)
- 2014 : 
  - L'almanach Les Années Âge Tendre, éditions Hugo Desinge
  - Le Musée Enchanté de la Chanson Française, 50 objets de légende, éditions Michalon
- 2015 :
  - Le Petit Lecœuvre Illustré, dictionnaire de chanson de A à Z, éditions Du Rocher (réédition)
  - Mike Brant, L'Abum Souvenir 40e Anniversaire, éditions Hugo et Desinge
  - Stars des Années 80, éditions Ipanema
  - Johnny Hallyday Les Tendres Années, volume 1 1960-1966, éditions Ipanema
  - Johnny Hallyday Les Tendres Années, volume 2 1967-1975, éditions Ipanema
  - Johnny Hallyday Les Tendres Années, volume 3 1976-1986, éditions Ipanema
  - Johnny Hallyday Les Tendres Années, volume 4 1987-2005, éditions Ipanema
- 2016 : 
  - Daniel Balavoine La Véritable Histoire, éditions Du Rocher
  - Claude François Le Moulin De Dannemois, Hugo & Cie
  - Les perles de la chanson, éditions Fortuna
  - Histoire de la France en 100 Chansons, éditions Hugo & Cie
  - François Mitterrand Livre Officiel Centenaire, éditions Du Rocher
- 2017 : 
  - Chez Dalida, Le Temps D'Aimer, éditions Du Rocher
  - La Véritable Histoire des Chansons de Johnny Hallyday, éditions Hugo & Image
  - Claude François, 14284 jours, éditions Flammarion
  - 1001 histoires secrètes de chansons, éditions du Rocher
  - Carnet de Fans, éditions Ipanema
- 2018 :
  - La Véritable Histoire des Chansons de Michel Sardou, éditions Hugo & Image
  - 50 Tubes de Johnny Hallyday Racontés par Fabien Lecœuvre, éditions Du Rocher
  - 3 Minutes Pour Comprendre 50 Événements de la Vie de Johnny Hallyday, éditions Le Courriers du Livre
- 2019 :
  - Histoire des Manuscrits de la Chanson Française, éditions Elytel
  - La Véritable Histoire des Chansons de Renaud, éditions Hugo & Image
- 2020 : 
  - La Véritable Histoire des Chansons de Gainsbourg, éditions Hugo & Images
  - La Véritable Histoire des Chansons de Patrick Bruel, éditions Hugo & Images
  - Le Dictionnaire officiel des chansons françaises, éditions Hors Collection
  - Une chanson dans la tête. éditions Le Passeur  (ISBN 978-2-3689-0641-5)
- 2021 :
  - La Véritable Histoire des chansons de Jean-Jacques Goldman, Hugo & Image  (ISBN 978-2-7556-9171-9)
  - La Véritable Histoire des chansons de Mylène Farmer, Hugo & Image
- 2022 : 
  - Podium, le magazine d'une génération, Éditions du Signe
  - La Véritable Histoire des chansons de Claude François, Hugo & Image
  - L'Intrépide Chantal Goya en BD, Éditions du Signe
  - Johnny Hallyday, Les Jeunes Années (1943-1969) en BD, Éditions du Signe

## Distinctions

### Prix
- 2011 : prix Edgar-Faure du livre politique de l'année pour François Mitterrand [26]
- 2014 : chevalier de la confrérie de la Pomme d'amour à Vitry-en-Artois[27],[28]

### Distinction
- Chevalier de l'ordre des Arts et des Lettres (2010)[29].